# 赫斯特維爾

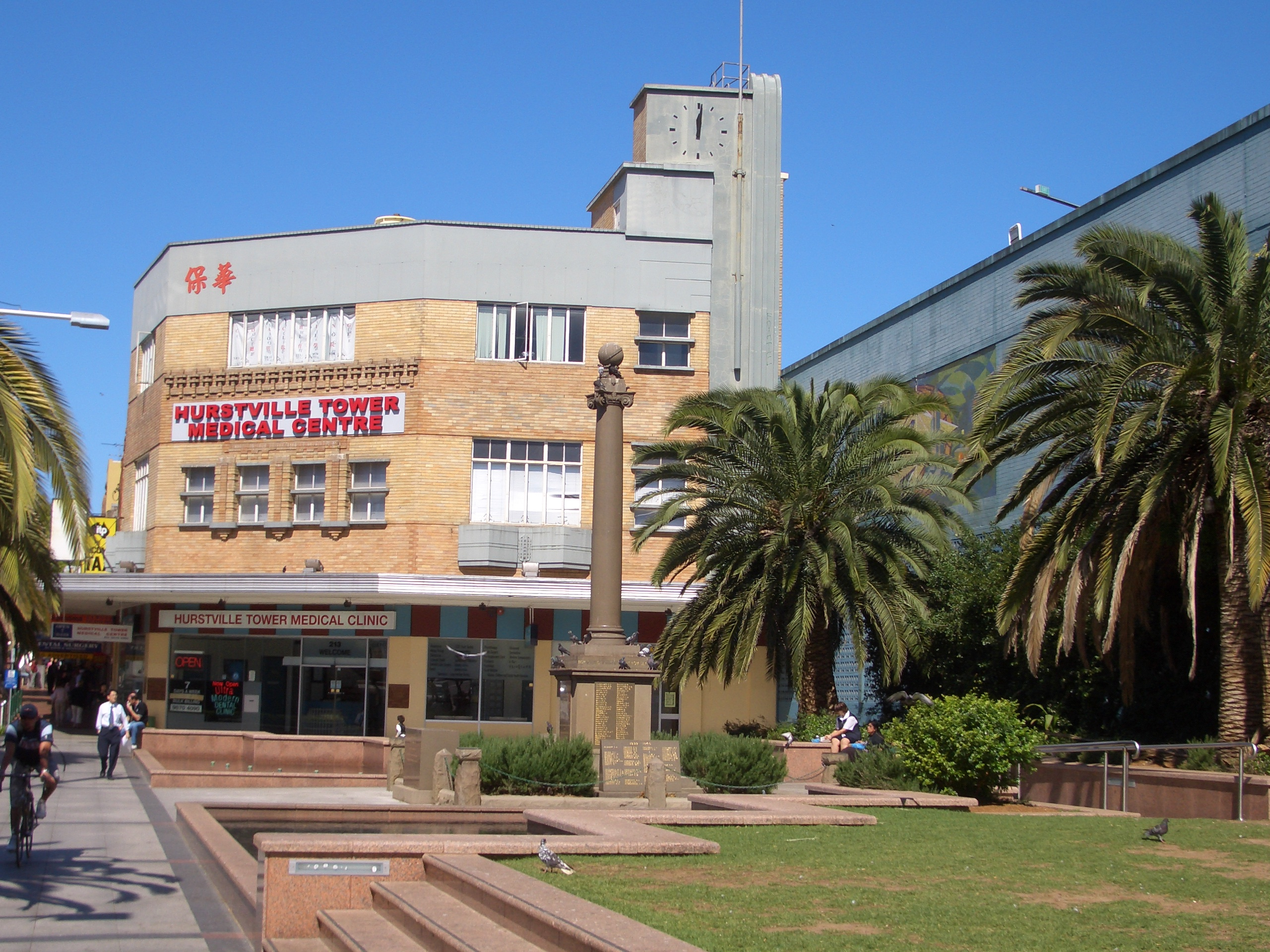
赫斯特維爾，森林路，纪念广场

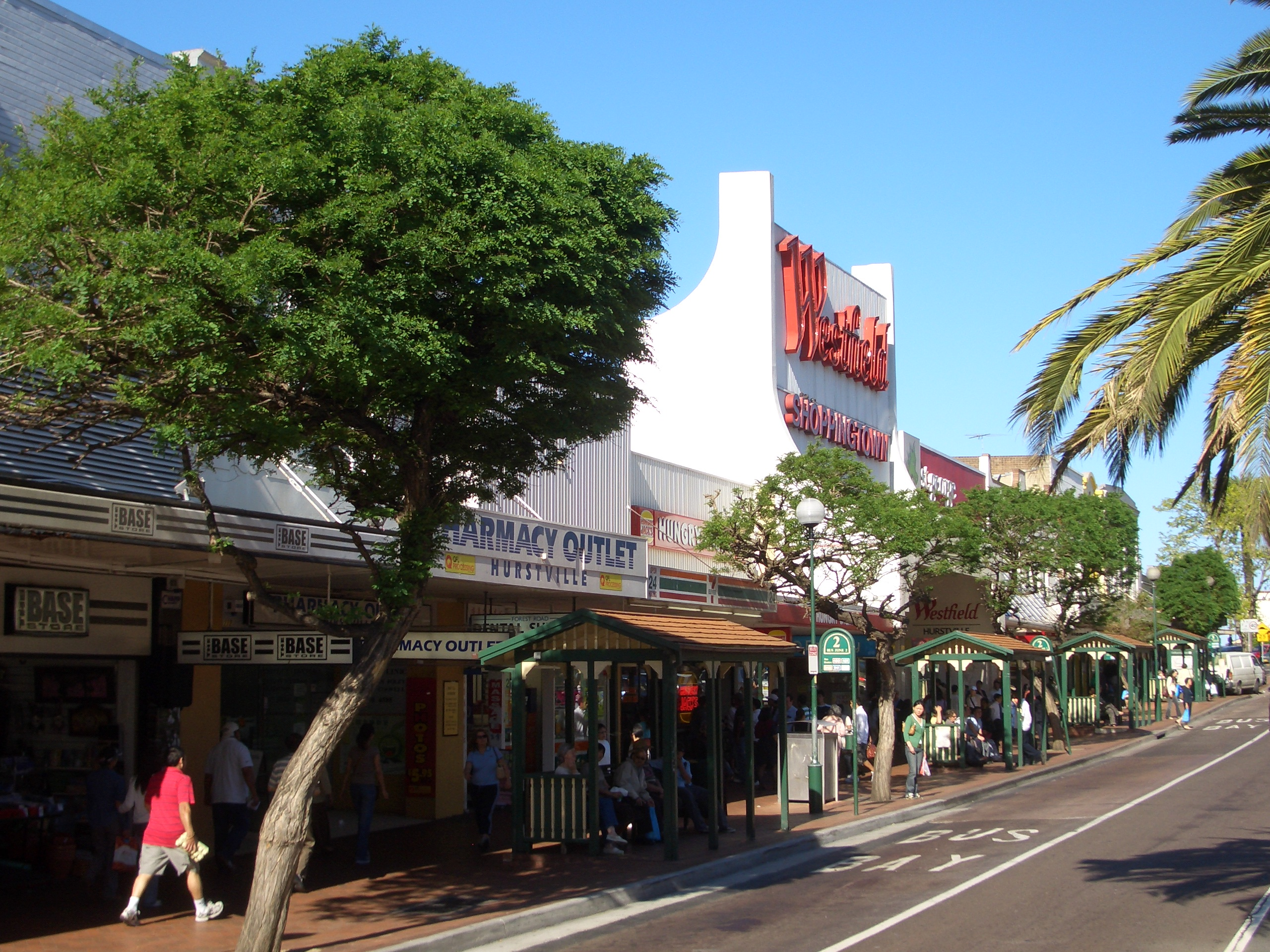
赫斯特維爾，森林路

赫斯特維爾（英語：Hurstville），或譯為好事圍、樂士圍，位於澳洲新南威尔士州悉尼的郊区。地处悉尼中心商业区往南16千米处，属于圣乔治地区。赫斯特維爾是赫斯特維爾市地区政府的行政中心。
赫斯特維爾已经成为悉尼南区的中心商务区。作为一个大面积的多种族区，商业楼鳞次栉比，高层住宅楼独绝天际。赫斯特維爾的住宅区由低密度的平房、中密度的单元房和高密度的公寓楼组成。作为商业中心，赫斯特維爾的街面上充满了零售商店的分店、不同银行的分行以及其他商业机构的分支。

## 城市历史
赫斯特維爾的名字「Hurstville」是由英语的：Hurst（树林繁盛）、ville（城镇）组成。

### 原住民文化
尽管不知道何时，但澳洲原住民是赫斯特維爾的第一批定居者。当來自英国的第一舰队到达澳洲时，发现了当时居住在那里的欧拉（Eora）一族的原住民部落，这一族的部落沿乔治河分布，从植物湾地区一直到今天的利物浦地区。

### 欧洲殖民
根据菲利普·吉德利·肯上尉的日记记载，第一舰队与欧拉族的成员之间第一次联系交流发生于1788年1月20日。此次联系交流的发生地点接近于今天的赫斯特維爾与鲁干诺地区（Lugarno）和欧特利（Oatley）地区的分界处，即乔治河上的莱姆克林湾地区（Lime Kiln Bay）。(P.G. Fidlon and R.J. Ryan， eds. The Journal of Philip Gidley King， 1787-1790， Sydney， 1980) 当亚瑟·菲利普总督在乔治河的南侧的扣莫地区（Como）探险时，肯和另一名官员以及三名海军乘坐一艘六桨划艇， 以北侧可见的最高点为目标，大约向着鲁干诺地区前进，并于他们命名为长矛之尖（Lance Point）的地方登陆。 尽管第一次和原住民的碰面导致了一些小争执（他们向对方扔长矛和开枪）。但当部队成员从莱姆克林湾地区划船到今天的莫特戴尔地区（Mortdale）时，当地的原住民友好地接待了他们。两个种族的人们互相分享了饮料和食物，这可以说是澳洲历史上的第一次野炊。在那个夏日的午后，他们互相交流、尽情吃喝，隨後英国水兵们返回了他们停泊在植物学湾的船上。(see Haworth R.J. 2012， Journal of Australian Colonial History， vol. 14 pp. 1–28， for a reconstruction of King's boat journey and likely route).
赫斯特維爾这片土地的所有权被新南威尔士新的殖民政府于1808年授予两个人，分别是约翰·汤森船长和他的哥哥 罗伯特·汤森。约翰·汤森船长分得1950英亩的土地（7.9平方千米)。这片土地现在属于赫斯特維爾市和柏斯里地区（Bexley）的一部分。罗伯特·汤森分得的土地现在分别属于潘瑟斯特地区（Penshurst）， 莫特戴尔地区和部分的皮克瑟斯特地区（Peakhurst）。同年，现在属于瑞文伍德地区（Riverwood）的土地被分给了简·特罗特， 玛丽·谢普利，查尔斯·杜道尔和詹姆斯·瑞安。后来在1816年，同一地区的另一片土地被分给玛丽·雷德曼。
1809年，约翰·汤森船长被授予另一片250英亩的土地（1平方千米）。这片土地位于现在的国王树林地区（Kingsgrove）和比华利山地区（Beverly Hills）。但是，汤森两兄弟对这片土地并不满意，因为那里不适合放羊；而且这两兄弟似乎从没真正使用过这片土地。
1812年，一个名叫西米恩·洛德的有钱的商人买了约翰·汤森的土地，并命名为洛德的森林（Lord’s Forest）。
洛德死后，这片土地成为了新南威尔士银行（Bank of NSW），约翰·罗斯·霍尔登和詹姆斯·霍尔特的财产。

### 城市发展
一个在天丕市区库克河(Cooks River) 上的行车水坝于1839年建成。在1843年，这条名为森林路（Forest Road）的道路从水坝一路通到鲁干诺地区的一艘人工绞盘固定的小船上。河另一边的路直通卧龙岗（Wollongong）。但这条路只适合骑马的旅人。这条新路使得赫斯特維爾地区得到开发的机会，并且形成了位于瓶子森林（Bottle Forest）的一个定居地，这里现在被称为希思科特（Heathcote）。
1850年，洛德的森林这块地产被迈克尔·甘农买下。他将这片区域分成几个小农场和三个大农场。小农场位于现在的克罗伊登路（Croydon）沿线，而大农场后分别被登特，皮克与伊博森三家买下。这个地区后来被称为甘农的森林（Gannon’s Forest）。而原先被授予罗伯特·汤森的地则被约翰·康奈尔于1830年买走。1849年，在康奈尔死后，这片地由他的孙子们伊莱亚斯·皮尔逊·莱科克和约翰·康奈尔·莱科克继承。
甘农的森林邮局于1881年建立。当地学校在1876年成立时被学校督察员麦金太尔取名为“赫斯特維爾”。当火车站在1884年10月15号开通时，沿用了学校的名字，称为赫斯特維爾站。赫斯特維爾自治地区在1887年被合并。1988年，赫斯特維爾被宣布成为市。森林路上的百年面包房是一处历史古迹，曾一度作为一个博物馆被保护。圣乔治地方博物馆现在位于麦克马洪大街（MacMahon）的另一处历史建筑内。
赫斯特維爾在1920年8月3号发生过一起火车相撞事件，导致五人死亡，50人受伤。原因是由于两辆蒸汽火车相撞。一辆从中央火车站开来的火车撞进了另一辆停在赫斯特維爾火车站开往萨瑟兰郡（Sutherland）的火车的后半段。

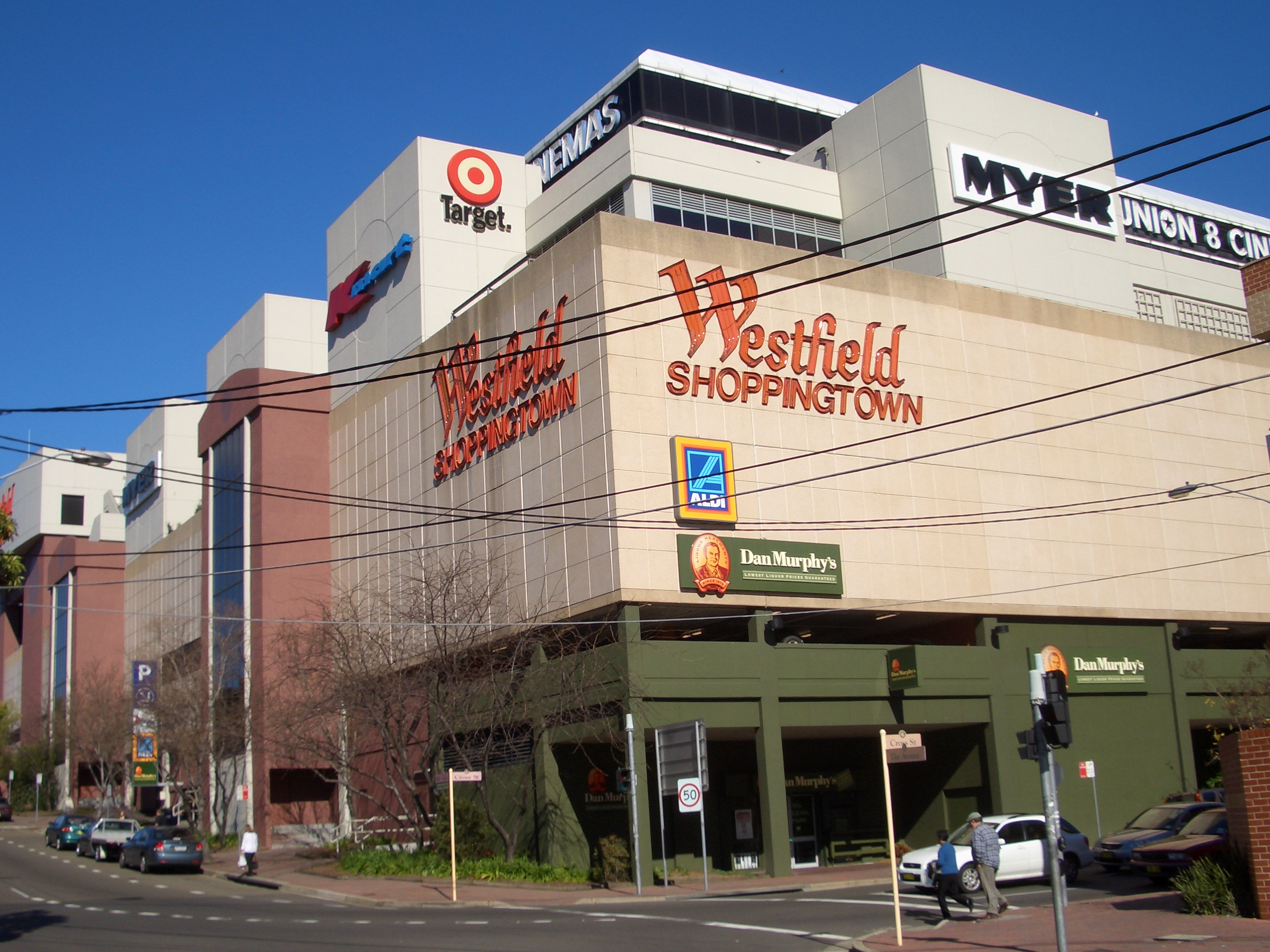
赫斯特維爾购物中心

## 商业活动地区
赫斯特維爾商业区以火车站的北侧主街森林路为中心。商业的发展同样从女王路（Queens Road）向南发展到中央大街，直到火车站南边的街区奥芒德路（Ormonde Parade）附近。商业发展往西则沿着森林路延伸至潘瑟斯特地区Penshurst，往东至柏斯里地区Bexley。
赫斯特維爾的购物中心是圣乔治地区最大的购物中心。占地超过三个街区，从森林路一直到中央大街。赫斯特維爾中央购物中心，原名赫斯特維爾超级中心，是一个在火车站上方的小的购物中心，最近刚刚进行了一次全面翻新。这个购物中心覆盖了从森林路直到奥芒德路的土地。
赫斯特維爾的行政办公室位于麦克马洪大街的市民中心。这条街还有很多历史建筑，包括友邻药房、旧消防局、瑞兹酒店和圣乔治地方博物馆。博物馆内称列着原澳大利亚蛋糕甜品美术博物馆内展出的蛋糕装裱展。城市图书馆位于女王路附近。

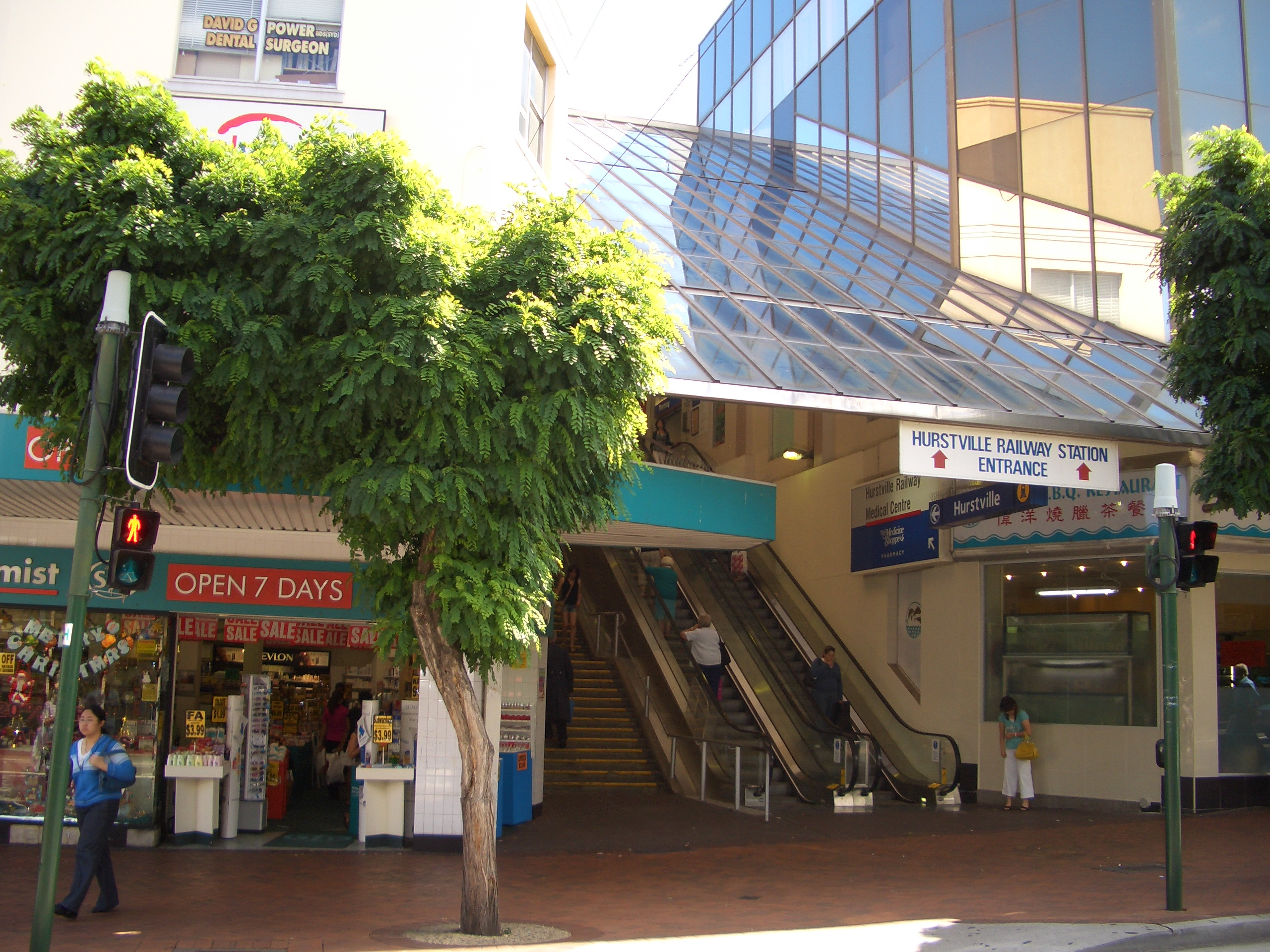
赫斯特維爾火车站入口，森林路

## 艺术与文化
圣克莱尔录音室从1965年十二月开始运营了约一年时间，包括比吉斯在内的音乐家均有在此录音。AC/DC也在1977年在市民中心演出。
2011年，赫斯特维尔市的第一家卡拉OK在子午线酒店（Meridian Hotel）附近开张。

## 交通设施
赫斯特维尔火车站是悉尼火车交通网中伊勒瓦拉（Illawarra）线上的一个重要站点。所有前往郊区和市区的火车都在这里停靠。从赫斯特維爾坐特快火车到悉尼市中央火车站约20分钟。赫斯特維爾也是一个重要的公交车转换点，在森林路和奥芒德路上都有公车出发站点。赫斯特维尔市本地的老年人，残疾人和他们的护理人员都可以享受由圣乔治地区运输公司所提供的服务。

## 教堂
- 好士圍聖公會 （页面存档备份，存于）
- 圣米迦勒天主教堂（St Michael's Roman Catholic Church）
- 赫斯特維爾长老会教堂（Hurstville Presbyterian Church）
- 赫斯特維爾基督教堂（Hurstville Church of Christ）
- 赫斯特維爾联合教堂（Hurstville Uniting Church）
- 赫斯特維爾基督复临安息日会（Hurstville Seventh-day Adventist Church）
- 赫斯特維爾神召会（Hurstville Assemblies of God）
- 救世军（Salvation Army）
- 在世主教堂（The Church of the Living God）

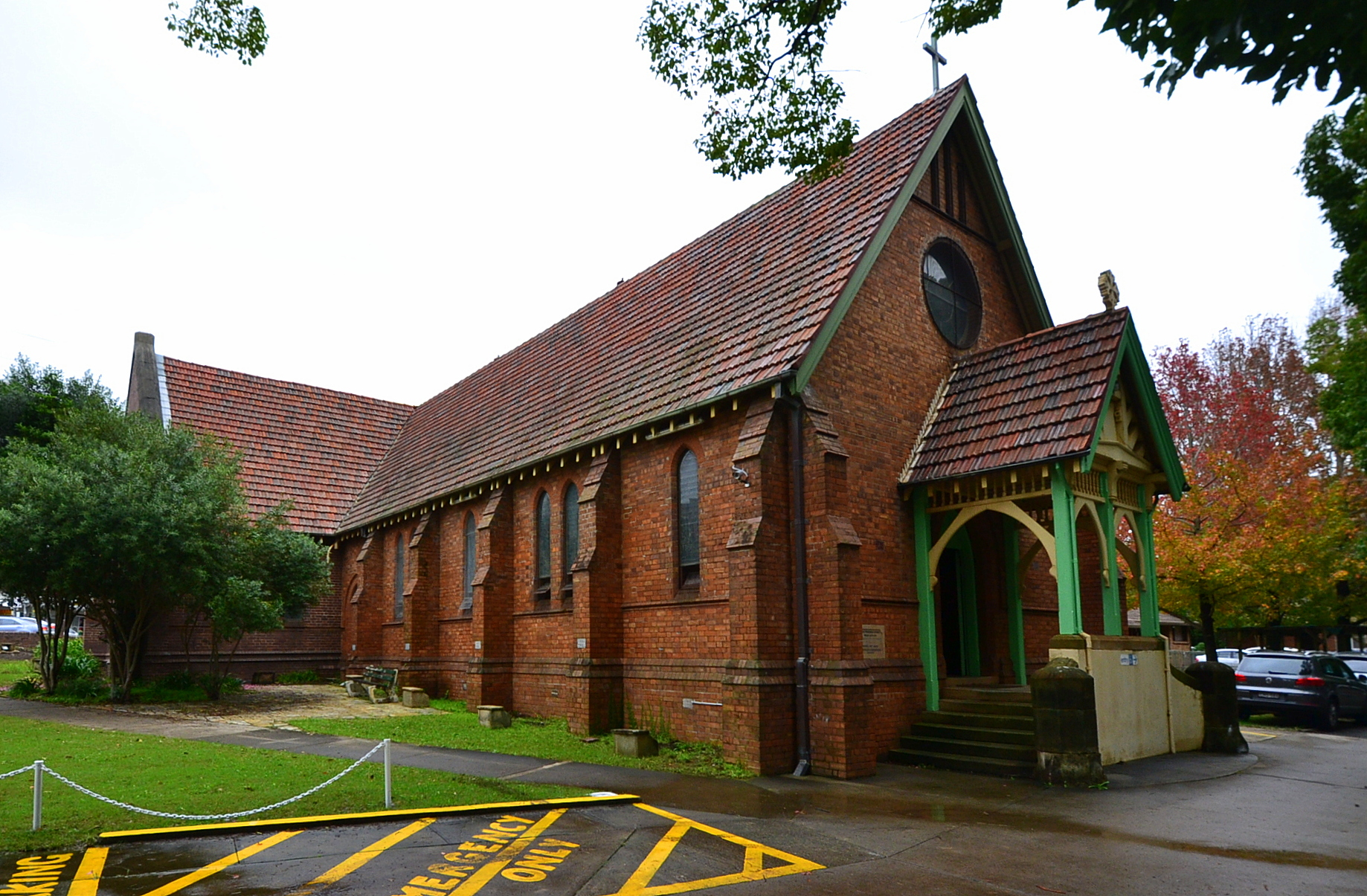
好士圍聖公會
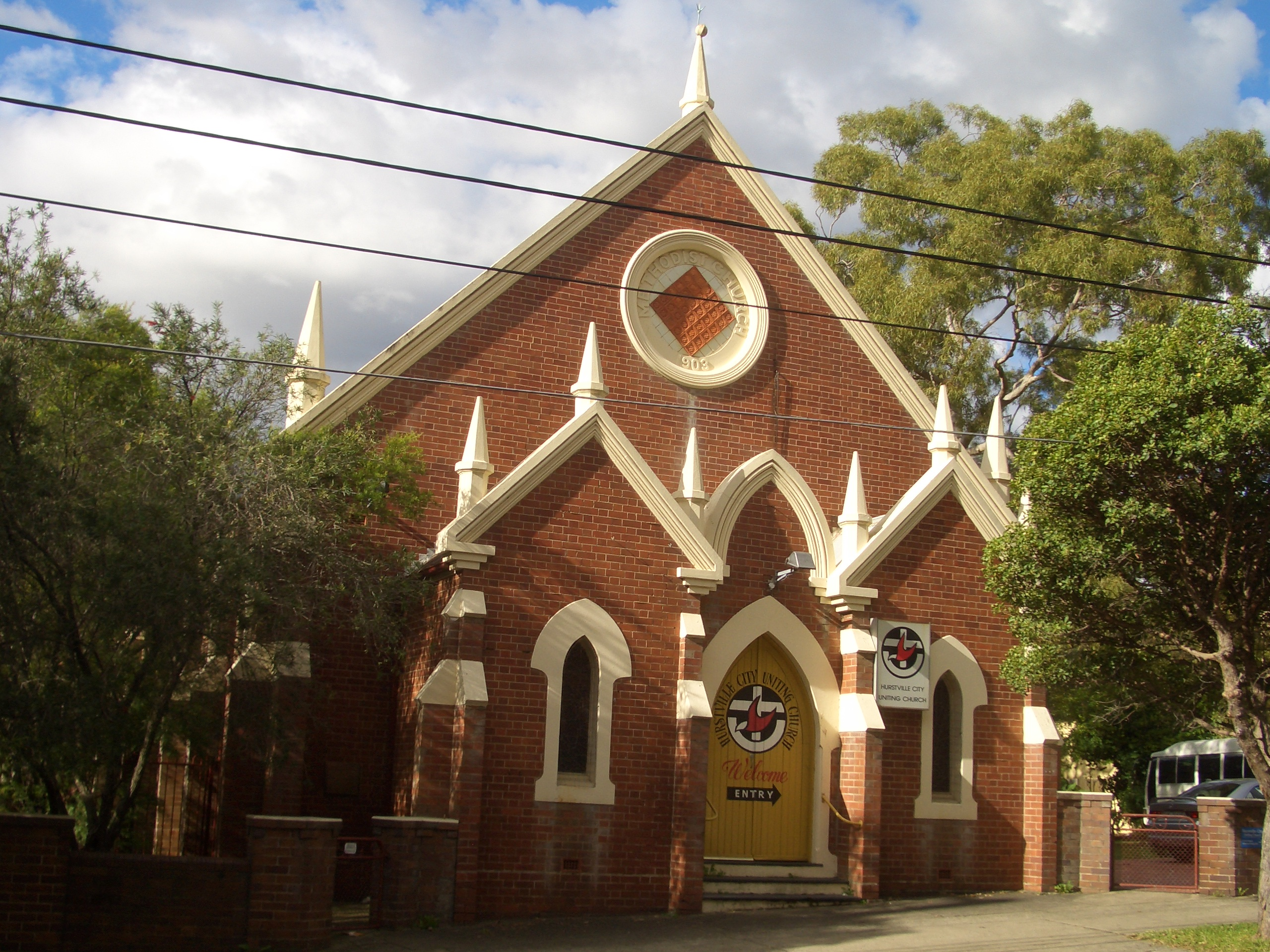
赫斯特維爾联合教堂
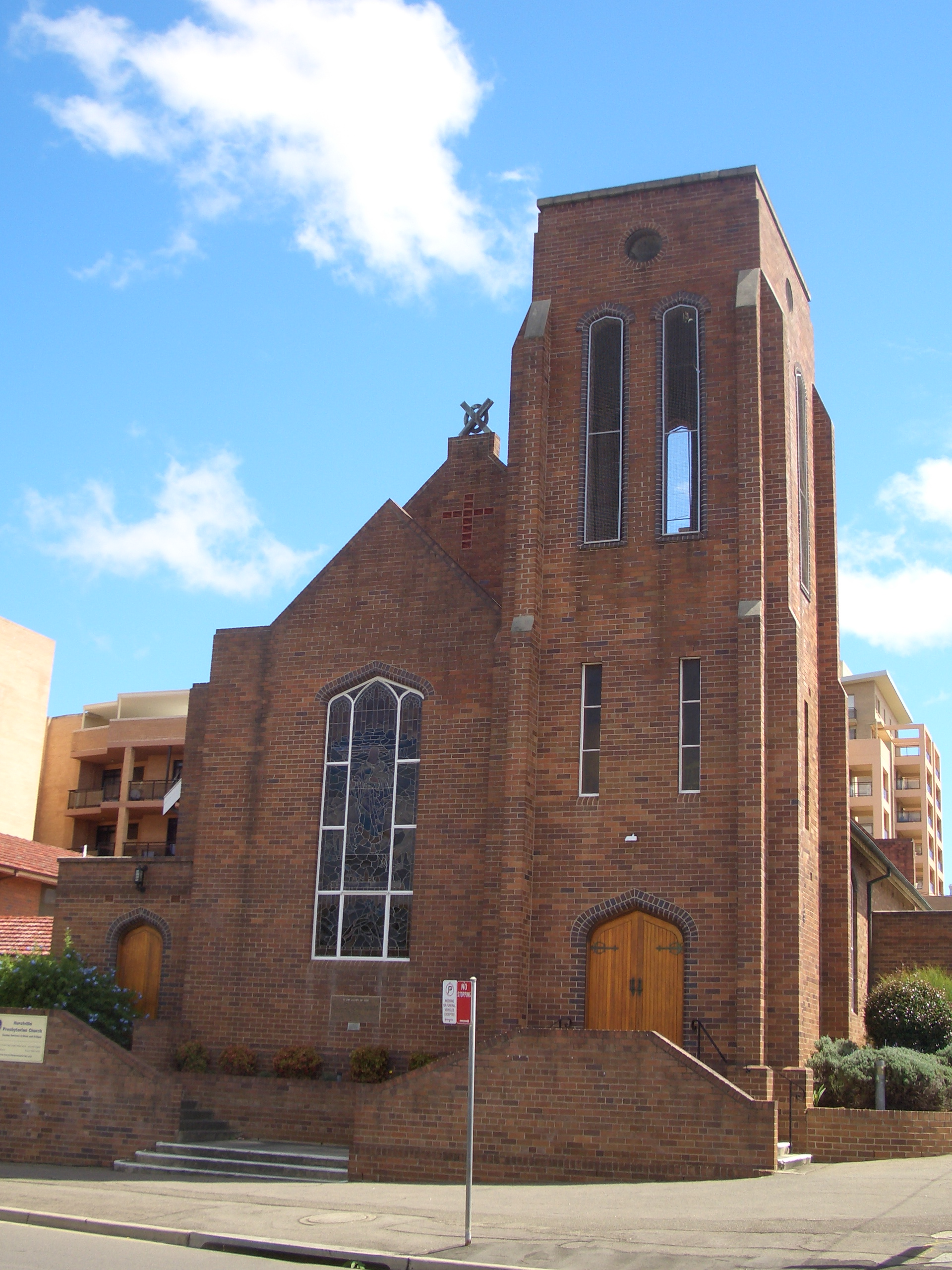
赫斯特維爾长老会教堂
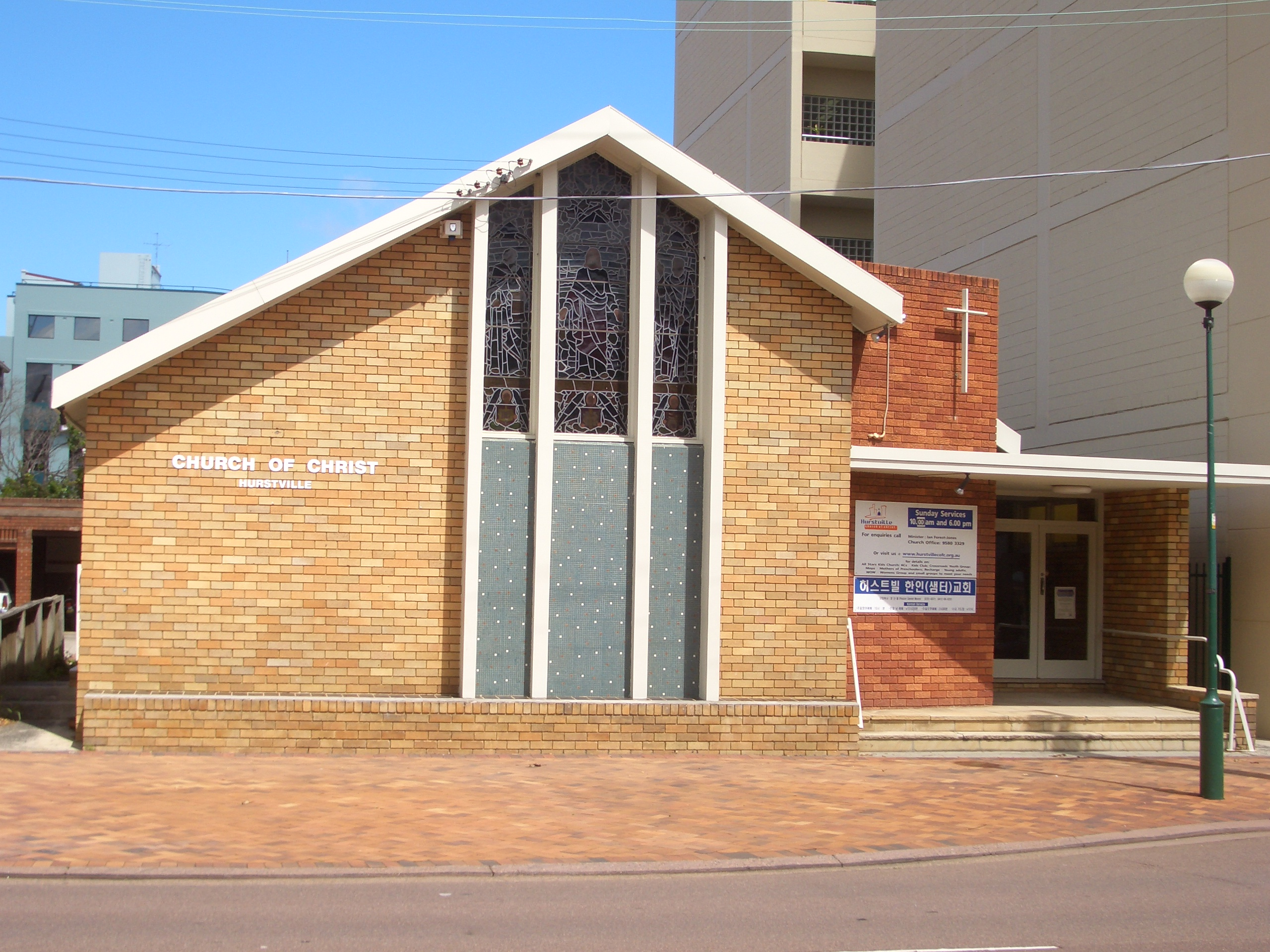
赫斯特維爾基督教堂
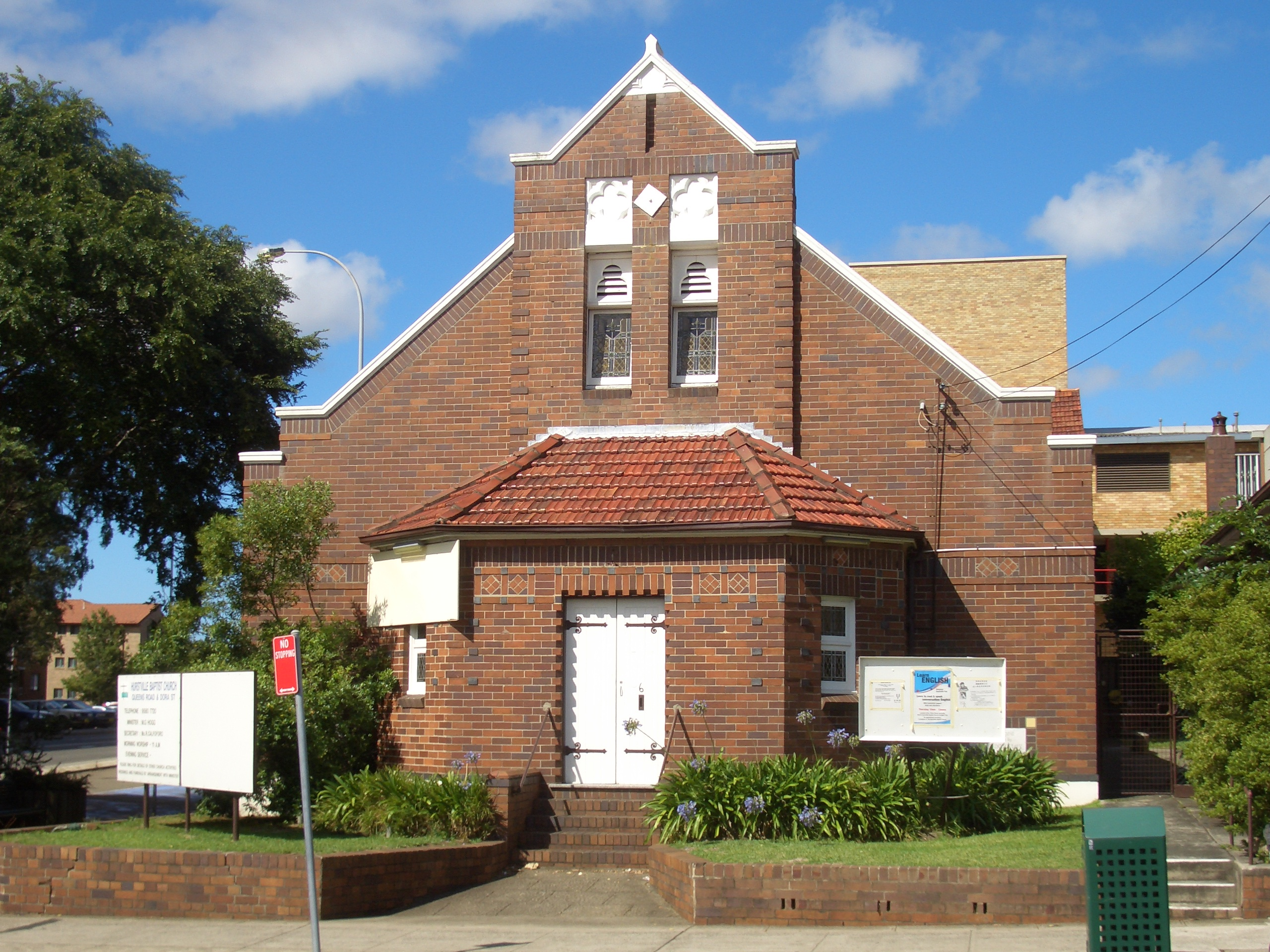
赫斯特維爾浸信会教堂
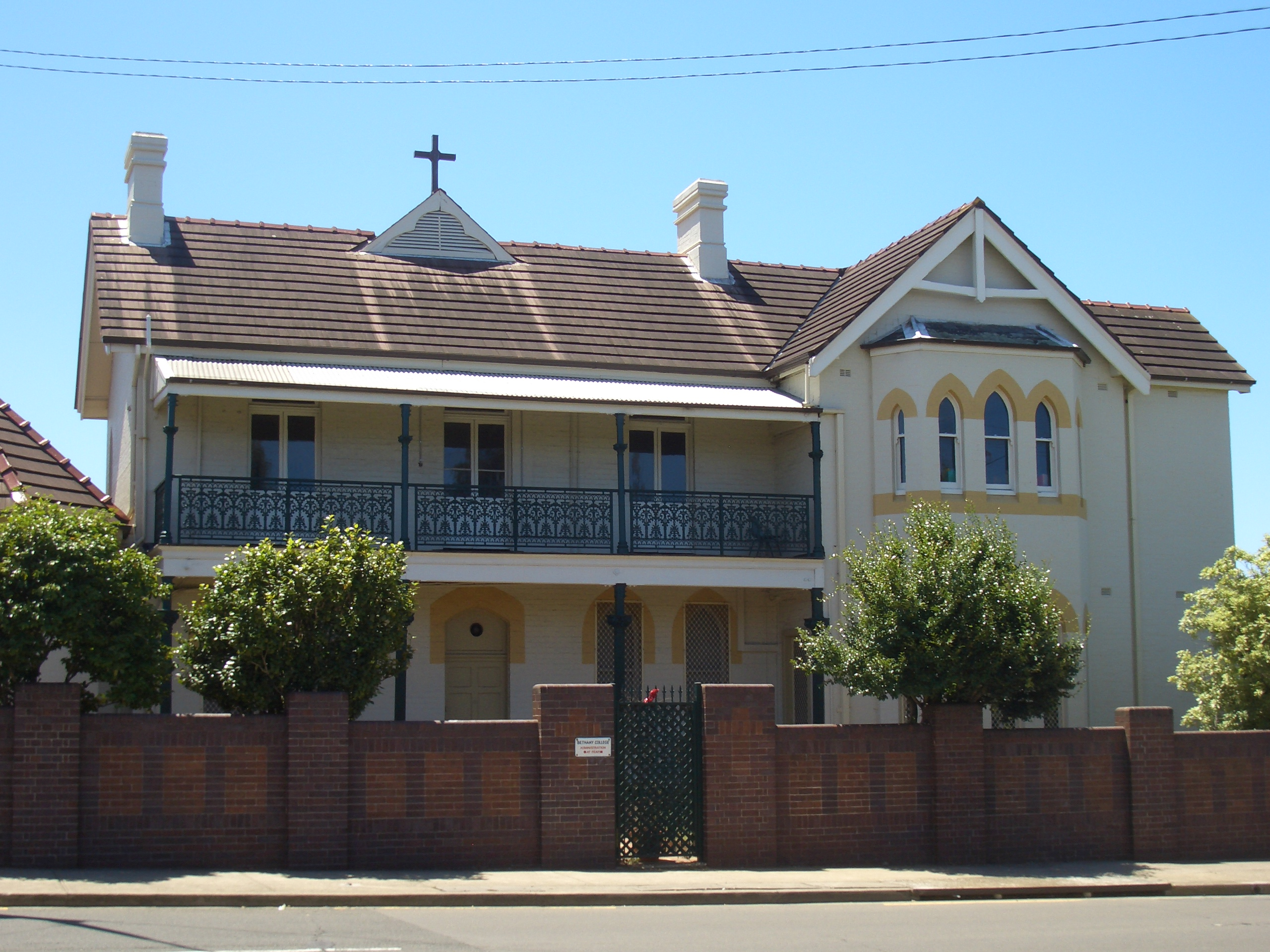
圣玛丽星海边女修道院

## 学校
- 赫斯特維爾基督复临安息日会学校 （页面存档备份，存于）
- 赫斯特維爾男子高中
- Hurstville Public School （页面存档备份，存于）
- 德内班英国女子学校
- Bethany College
- 比華利山公立学校
- 圣乔治天主教学校

剛好過了Bexley的邊界：
- 悉尼科技高中
- Bethany College
- St Mary's Star of the Sea Catholic Primary School

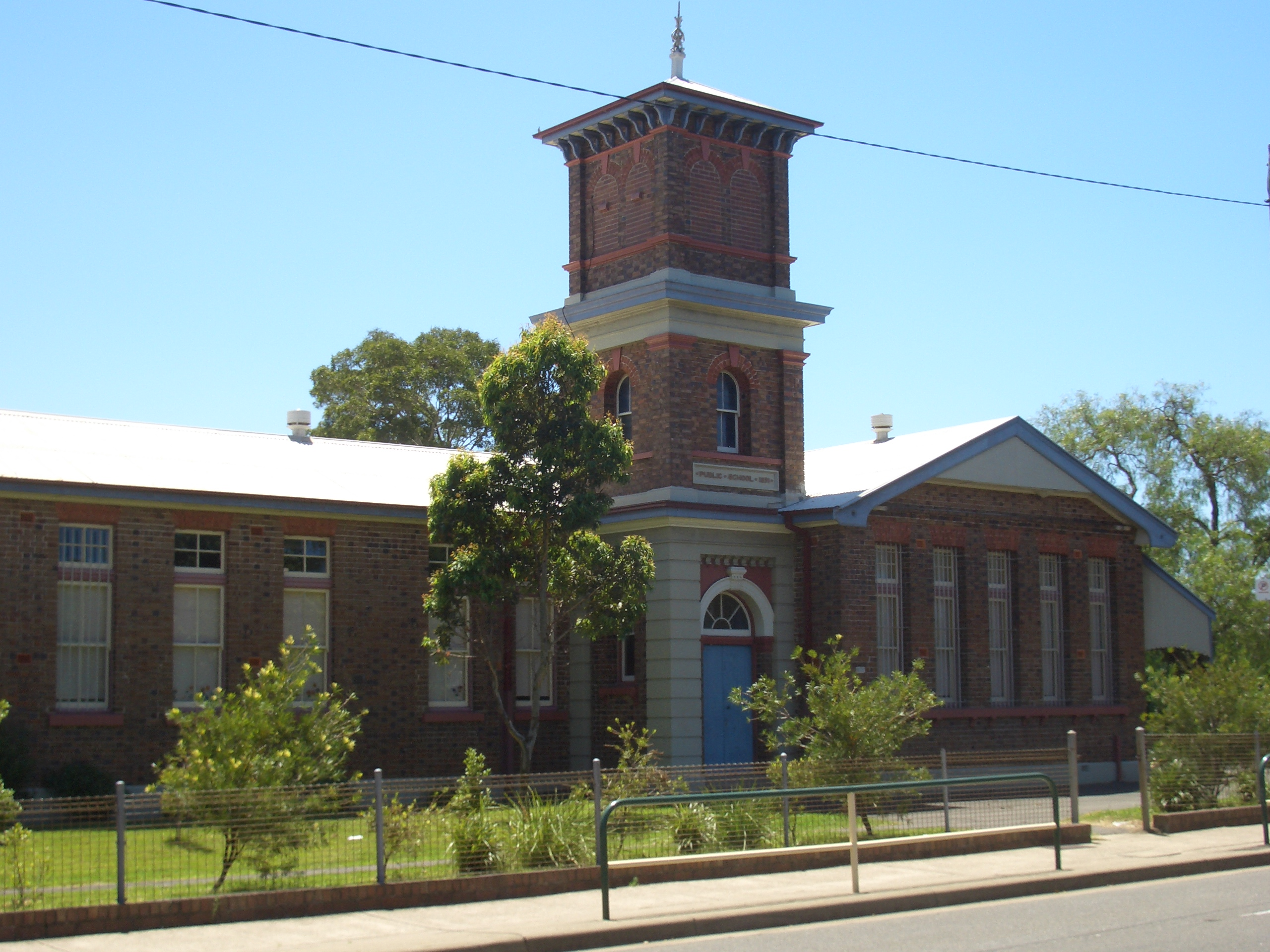
赫斯特維爾公立学校

## 地标
- 赫斯特維爾市民中心， 赫斯特維爾娱乐中心， 赫斯特維爾市图书馆， 圣乔治地区博物馆， 公园广场公寓

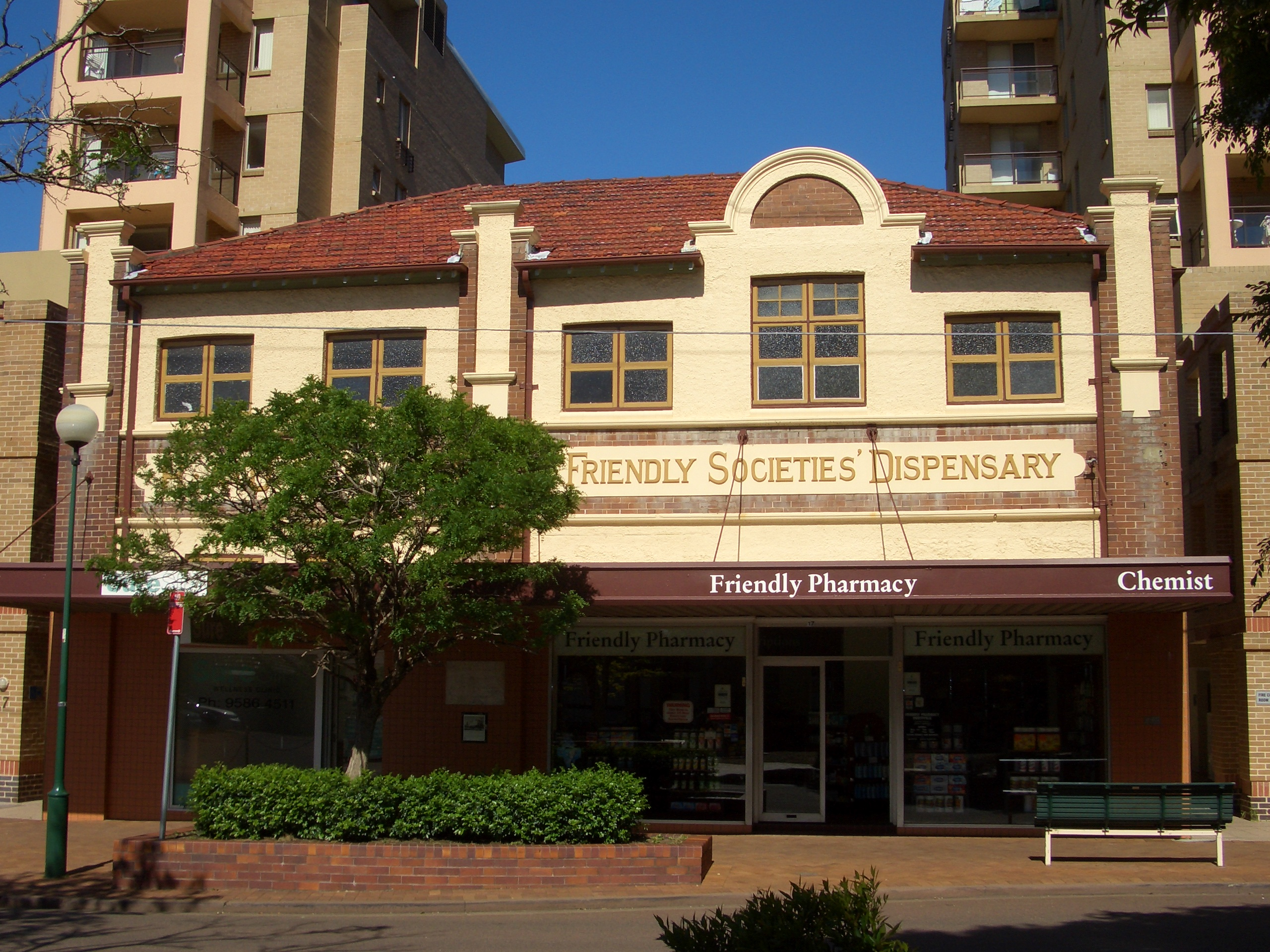
友好药房, 马克马路
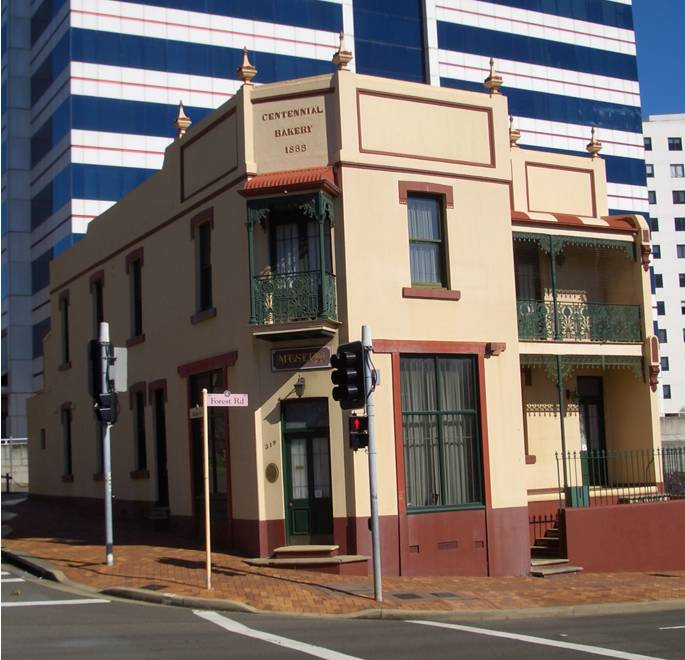
中心烘培, 森林路
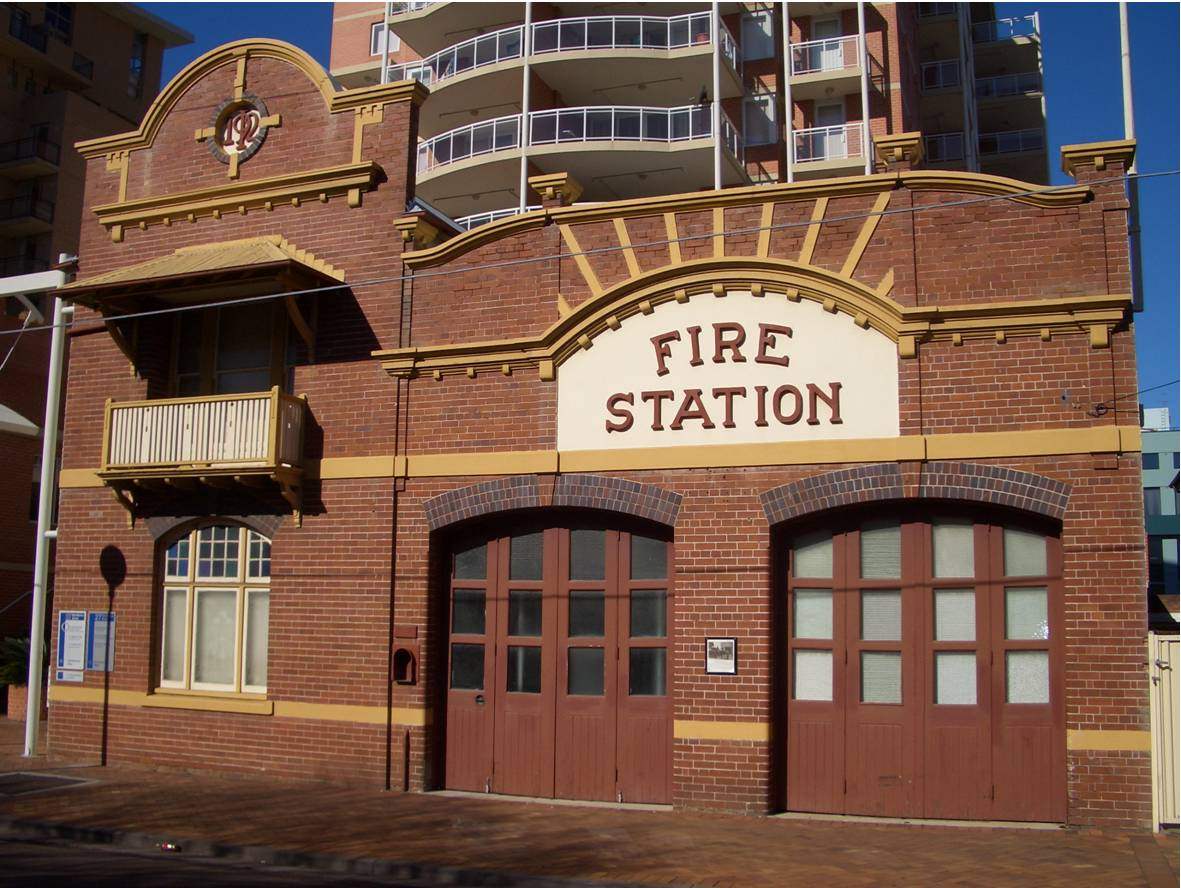
老消防站, 马克马路
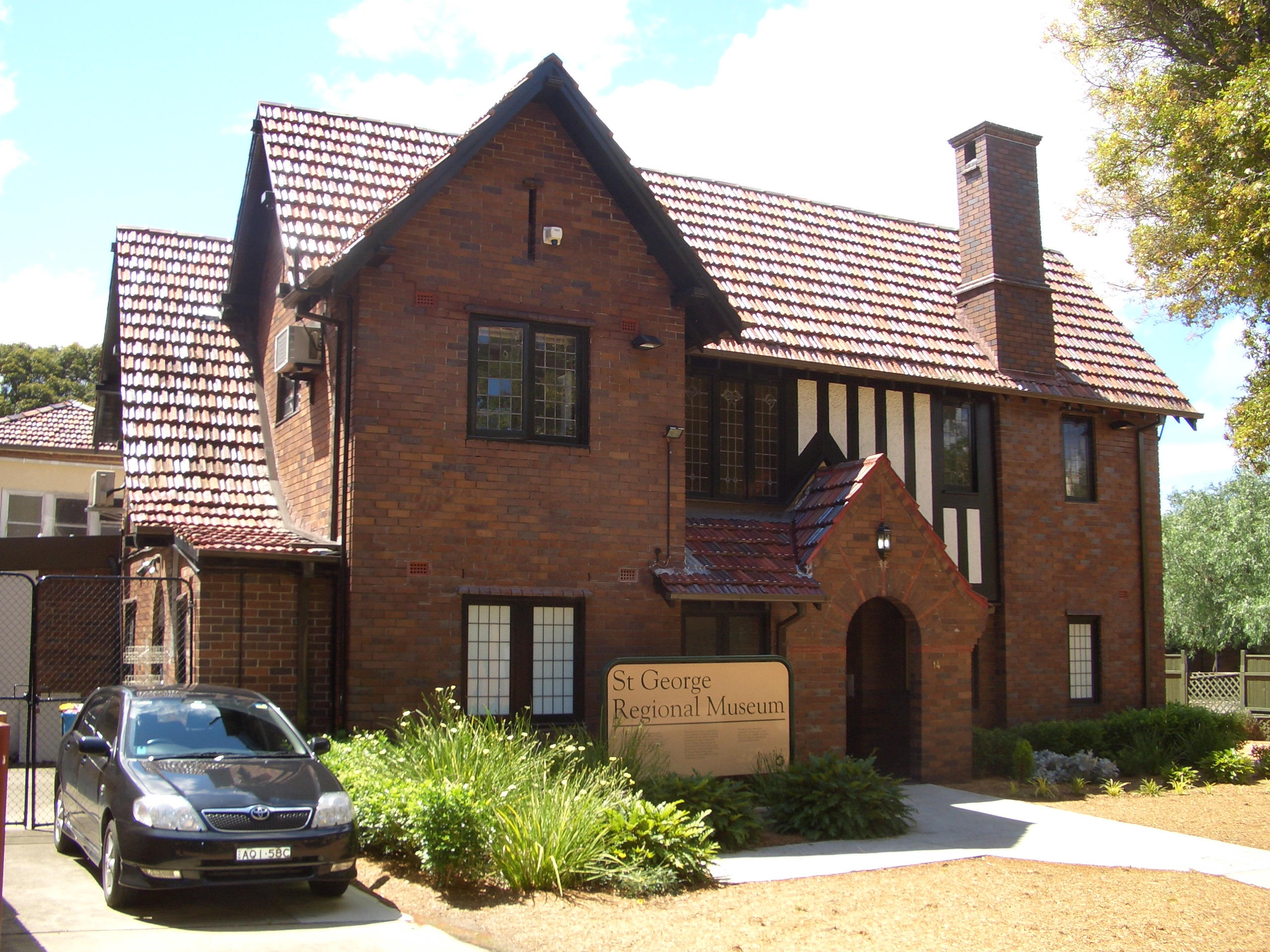
赫斯特維爾城市博物馆和画廊{好市圍市}
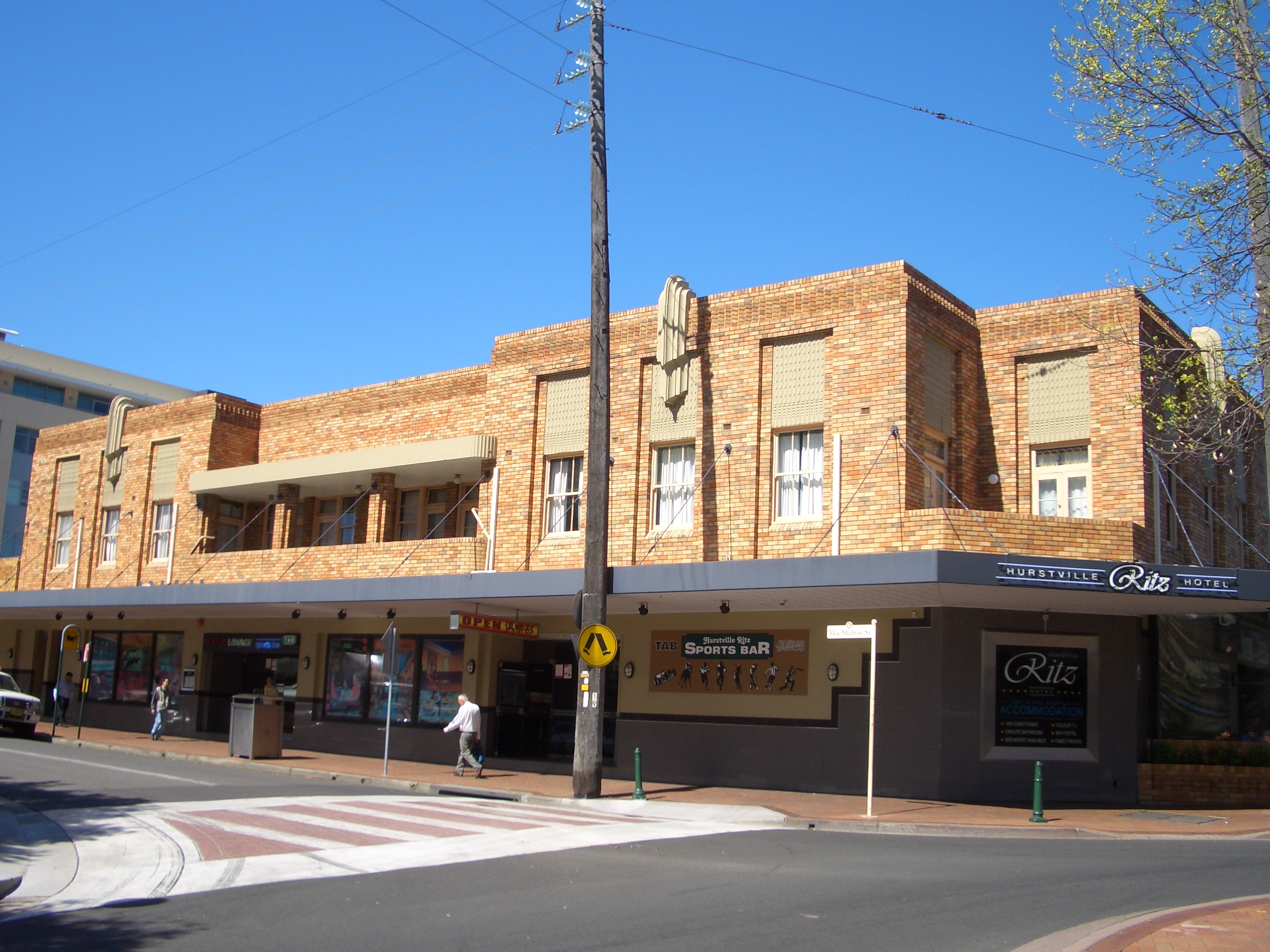
赫斯特維爾瑞兹旅馆, 森林路
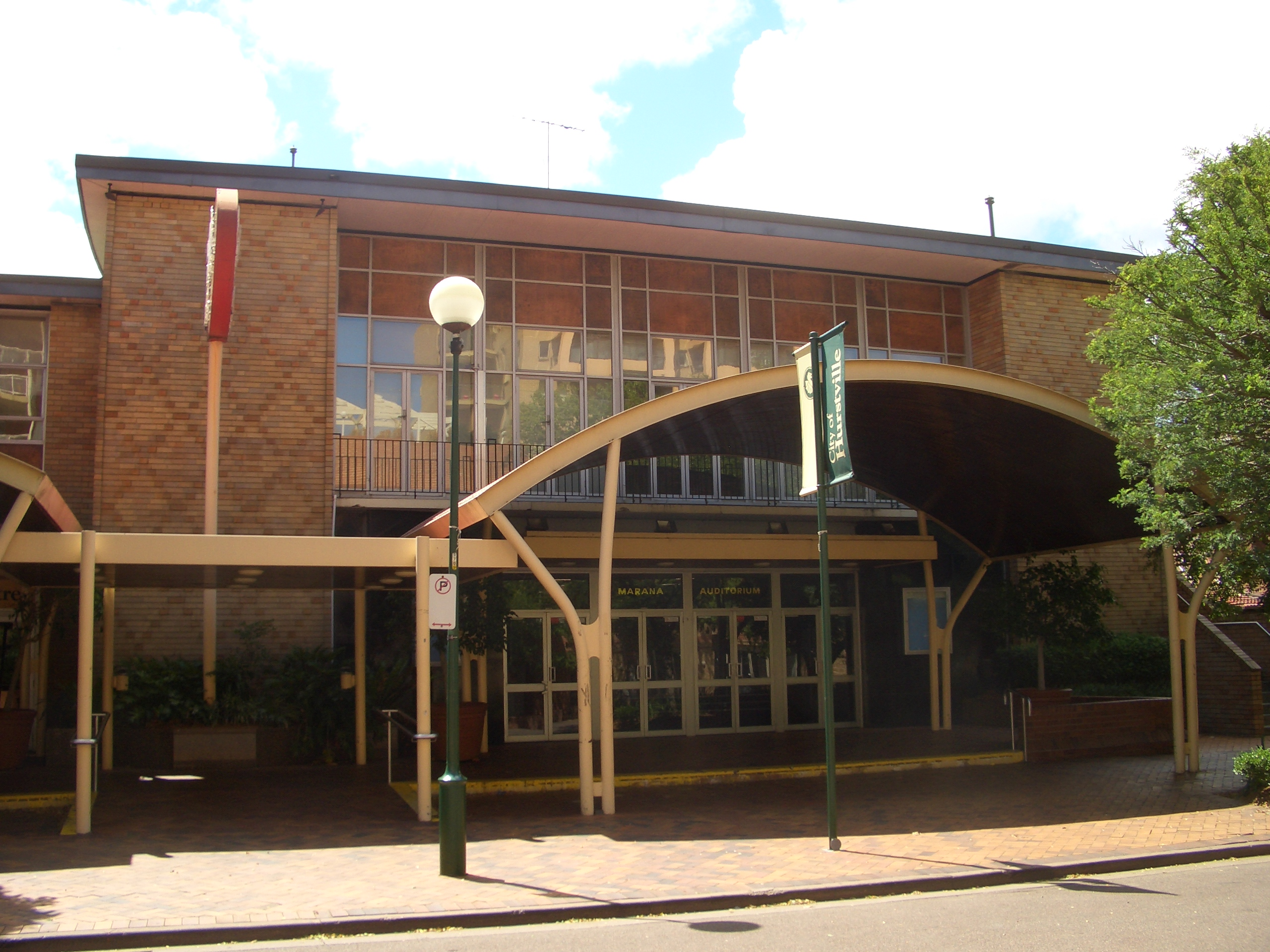
赫斯特維爾娱乐中心
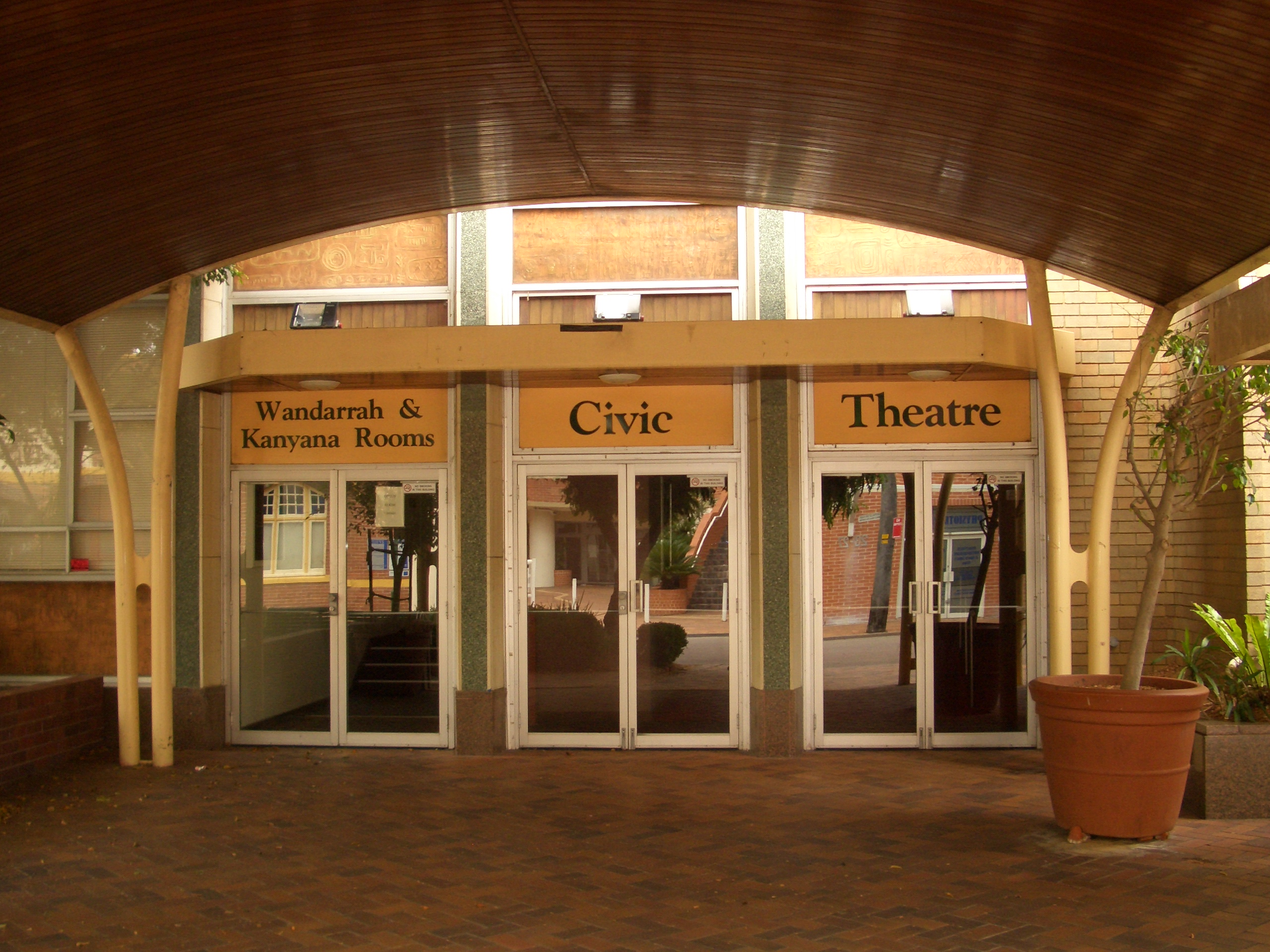
赫斯特維爾市民电影院
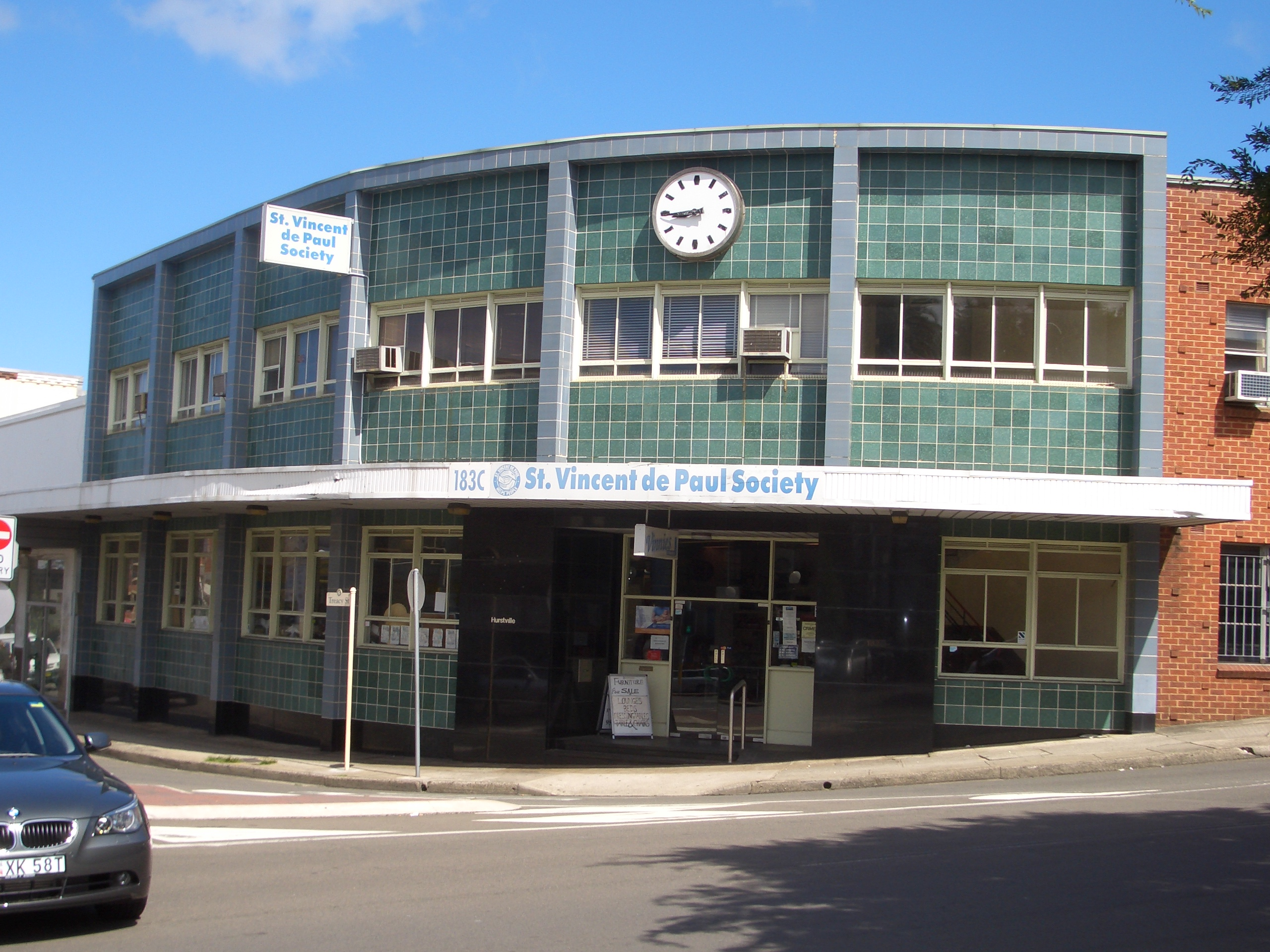
前州立银行大楼, 赫斯特維爾

## 公园
- 坎伯特公园， 伍德围公园，赫斯特維爾公园， Thorpe Park， Doyle Gardens.

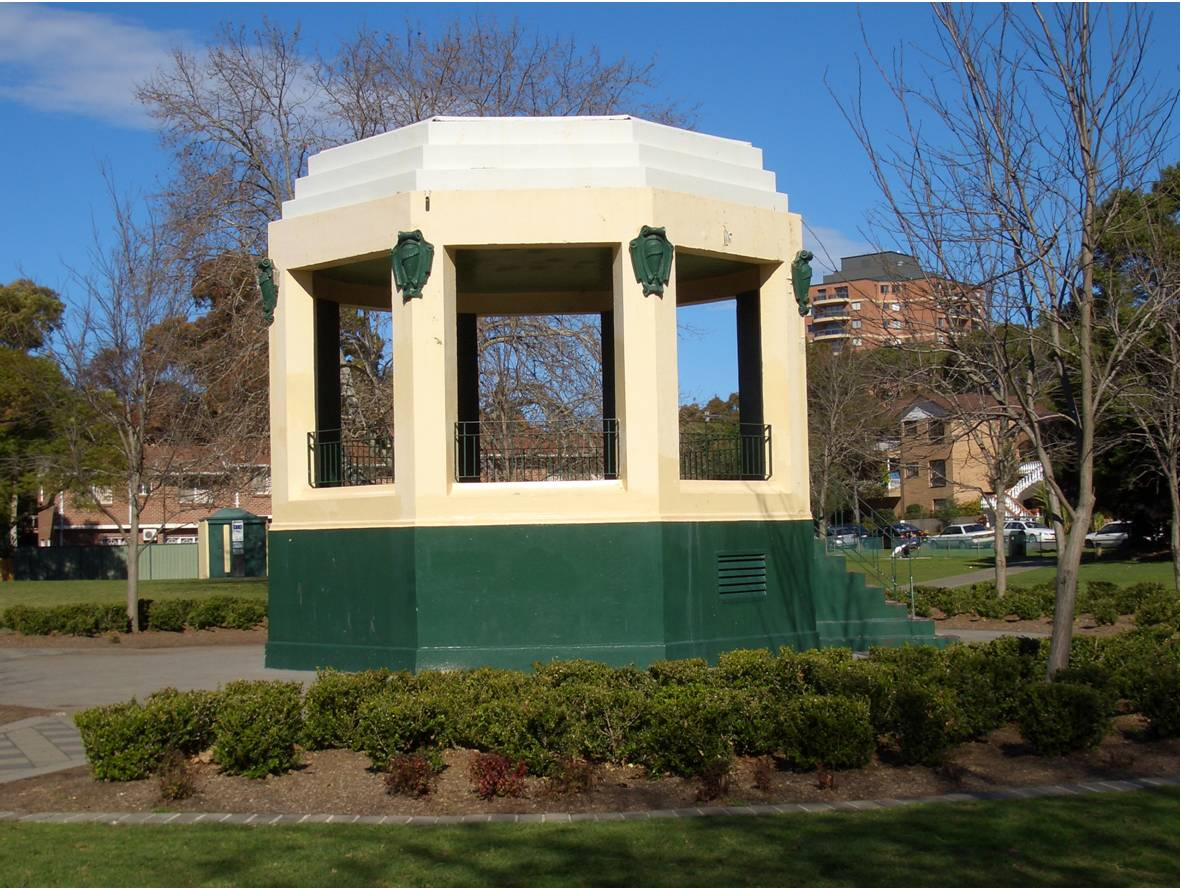
伍德围公园
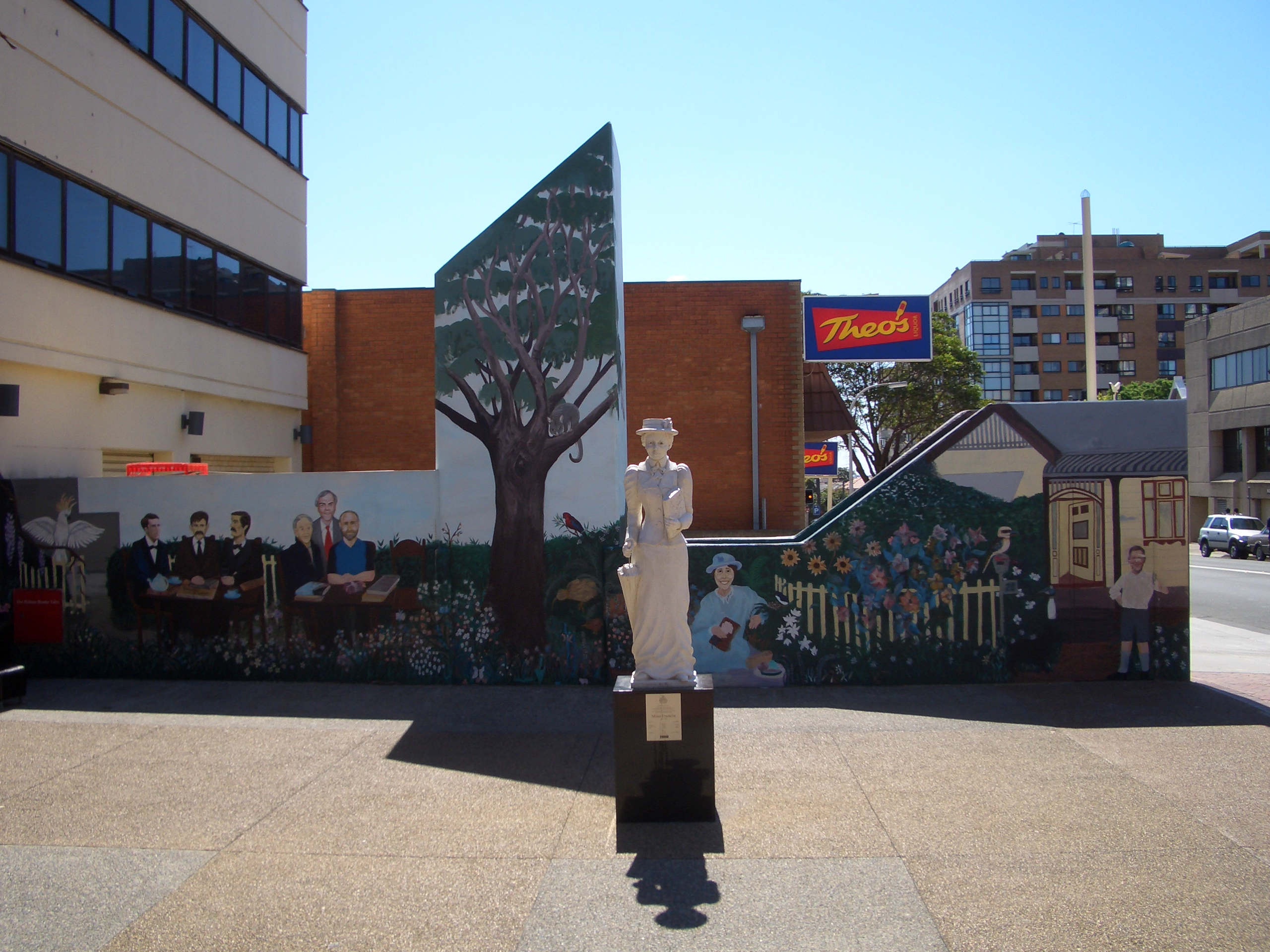
Miles Franklin statue and mural in MacMahon Street

## 人口

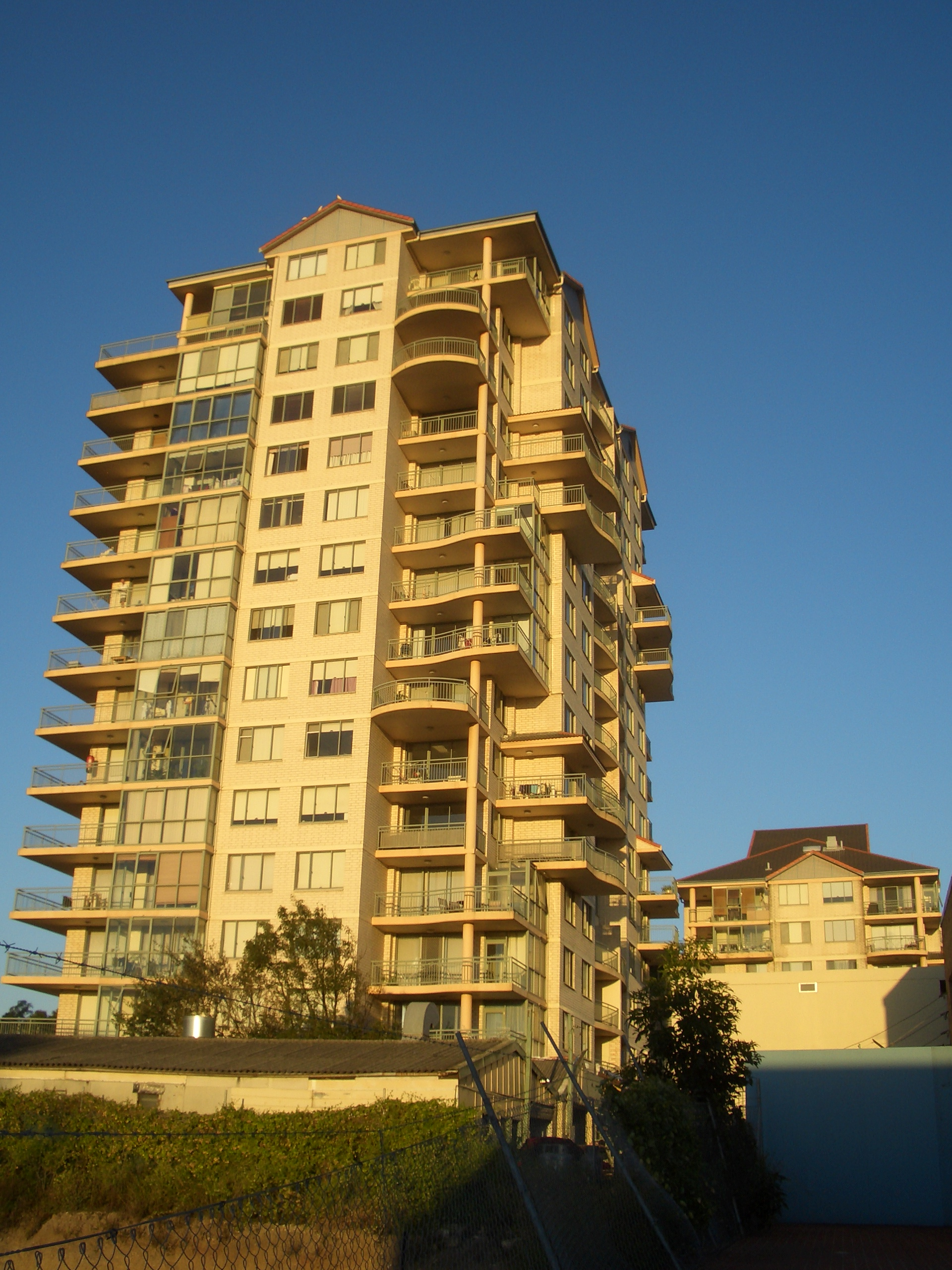
森林路上的公寓

### 人口统计
这个区域最早的一批欧洲殖民大部分是英国和爱尔兰人。从20世纪六十年代后期开始，赫斯特維爾开始像它周边的其他地区一样，接纳来自世界各地的移民人士落户。第一批移民中包含了希腊人与意大利人，他们开始从悉尼市中心的城区往南迁移。随之而来的是更多的欧洲移民，其中包括了许多前南斯拉夫人，例如波斯尼亚人和马其顿人 。
从20世纪90年代起，在赫斯特維爾的華人团体规模开始明显地扩大。其中的多数都与在90年代来自香港的大规模移民和在2000年以后来自中国大陸的移民有关。许多赫斯特維爾的当地企业都由华人所经营。而圣乔治亚裔商会的运行则保证了这些商家的利益。赫斯特維爾是一个亚洲杂货铺、食物以及服务的中心。
根据2011年澳大利亚统计局的人口统计得出，在赫斯特維爾共有26040 名居民。68.4% 的居民出生在海外，其中出生人口最多的国家和地區是中華人民共和国（34.2%），香港（4.6%）和尼泊尔（2.7%）。21.8%的居民在家时只说英文。其他语言中最常见的是漢語官話（26.7%），其次为广东话（20.4）、希腊语（3.7%）以及阿拉伯语（3.6%）。问及宗教信仰时，最常见的回答为无宗教信仰，占35.6%，其次为天主教（15.0%），佛教（10.0%），以及东正教（7.5%）。最庞大的人种群是華人， 占调查回馈的47.5%， 其次为英国人 （7.6%）、 澳大利亚人（6.8%）  以及其他未确定血统（38.1%）。

### 名人
- Ronald Ernest Aitchison - 物理學家
- Ezekiel Baker - 政治家
- 杰克·布拉汉姆 (1926-2014)- 三次获得一级方程式赛车车手世界冠军[6]
- Ambrose George Enticknap (1894-1976) - 果树学家、政治家 [7]
- Stella Maria Sarah Miles Franklin - 作家
- 内维尔·海斯 - 游泳运动员
- Thomas John Ley (1880-1947) - 政治家、杀人犯[7]
- Jack Lindwall - 效力于St. George Dragons队的联盟式橄榄球运动员
- Ray Lindwall  - 澳大利亚板球对抗赛运动员，也是效力于St. George Dragons队的联盟式橄榄球运动员，Jack的弟弟。
- Craig Nicholls - 音乐家
- Eris Michael O'Brien (1895-1974) - 天主教大主教、澳大利亚历史学家 [7]
- Gordon Stanley Reid (1923-1989) - 议员、政治学家、州长 [7]

## 姐妹城市
- 日本宫城白石市，1944年10月23日[8]